# Dilemme d'Euthyphron
Le dilemme d'Euthyphron se trouve exposé dans le dialogue de Platon nommé Euthyphron, dans lequel Socrate demande à Euthyphron : « Le saint (τὸ ὅσιον) est-il aimé des dieux parce qu'il est saint, ou est-il saint parce qu'il est aimé des dieux ? »
Question que l'on transforme habituellement en termes monothéistes de la façon suivante : « Dieu commande-t-il ce qui est juste parce que c'est juste ou est-ce juste parce que Dieu le commande ? »[réf. nécessaire]

## Le dilemme
Socrate et Euthyphron discutent de la nature de la piété dans Euthyphron. Euthyphron avance (6e) qu'être pieux (τὸ ὅσιον) signifie la même chose que d'être aimé des dieux (τὸ θεοφιλές), mais Socrate soulève une difficulté quant à cette suggestion, car les dieux peuvent être en désaccord (7e). Euthyphron restreint alors sa définition de sorte qu'est pieux ce qui est aimé unanimement de tous les dieux (9e).
Mais on ne peut pas plus dire que la raison pour laquelle le pieux est pieux c'est que les dieux l'aiment. Car, comme Socrate le présume et Euthyphron lui donne raison, les dieux aiment le pieux parce qu'il est pieux (première corne du dilemme). Et on ne peut pas plus dire que les dieux aiment le pieux parce qu'il est pieux, et puis ajouter que le pieux est pieux parce que les dieux l'aiment, car il s'agirait d'un raisonnement circulaire qui crée un cercle vicieux similaire au paradoxe de l'œuf et de la poule.
Ainsi, ce qui fait que l'aimé des dieux est aimé des dieux n'est pas ce qui fait que le pieux est pieux, il s'ensuit que l'aimé des dieux et le pieux ne sont pas la même chose — ils n'ont pas la même nature (10e). La piété appartient aux actions que nous appelons « justes » (τὸ δίκαιον, « qui respecte la coutume ou les conventions sociales, légal, juste, correct »), mais la piété ne se confond pas avec la justice, puisqu'une action peut être juste sans être pieuse (12d).

### Explication du dilemme
Ce qui est juste (moral) est-il commandé par les dieux parce que cela est juste ou est-ce juste parce que commandé par les dieux ?
La première alternative du dilemme (les dieux commandent ce qui est moral parce que c'est moral) implique que la morale est indépendante d'eux et, en fait, que les dieux sont liés à la morale tout comme ses créatures le sont. Les dieux ne sont donc guère plus que messagers de la connaissance morale.
La seconde alternative du dilemme (ce qui est moral est moral parce que commandé par Dieu, on parle de théorie du commandement divin) pose principalement trois problèmes.
- D'abord, cela signifierait que ce qui est bon est arbitraire, que ce qui est moral dépend de l'humeur divine ; si les dieux avaient créé le monde de sorte que le viol, le meurtre et la torture étaient des vertus alors que la miséricorde et la charité étaient des vices, alors il en serait ainsi.
- Ensuite, ceci implique que dire que les dieux sont bons n'a aucun sens non-tautologique (ou, au mieux, qu'ils sont cohérents).
- Enfin, cette explication fait appel à ce que George Edward Moore nomme un sophisme naturaliste.

## Visions religieuses

### Vu comme un faux dilemme
Thomas d'Aquin a répondu que le dilemme n'en était pas un : certes, Dieu commande quelque chose parce que c'est juste, mais la raison pour laquelle la chose est juste est que « la justice est un attribut essentiel de la nature divine ».
Mais le problème majeur de ce dilemme est qu'il restreint les choix à deux possibilités, mais en oublie une troisième. C'est justement parce que la nature de Dieu est le bien en lui-même qu'il ne peut commander des choses mauvaises. Comme le dit Craig : « Les commandements de Dieu ne sont pas arbitraires, car ils sont les expressions nécessaires de sa nature juste et aimante. Dieu est bon par essence et ses commandements ne peuvent qu'être orientés vers le bien, en tant qu'ils sont le reflet de sa bonté morale. »
C'est justement parce que les commandements divins sont l'expression nécessaire de la nature divine qu'ils ne peuvent pas être arbitraires. On comprend ainsi que des suppositions comme « Dieu aurait-il pu commander de violer des enfants ? » n'ont pas lieu d'être.